# Shahpura (Jaipur)
Shahpura ist eine Stadt im indischen Bundesstaat Rajasthan.
Shahpura liegt im Distrikt Jaipur im gleichnamigen Tehsil, 55 km nordnordöstlich der Distrikthauptstadt Jaipur. Shahpura liegt 180 km südwestlich der Bundeshauptstadt Neu-Delhi. Die nationale Fernstraße NH 8 (Jaipur–Delhi) führt durch die Stadt. Beim Zensus 2011 hatte Shahpura 33.895 Einwohner. Die Stadt vom Status einer Municipality ist in 25 Wards gegliedert.